# 5083 Irinara
5083 Irinara eller 1977 EV är en asteroid i huvudbältet som upptäcktes den 13 mars 1977 av den rysk-sovjetiske astronomen Nikolaj Tjernych vid Krims astrofysiska observatorium på Krim. Den har fått sitt namn efter Moskvaförfattaren Irina Raksja..
Asteroiden har en diameter på ungefär åtta kilometer.